# Laothoe flavomaculata
Laothoe flavomaculata är en fjärilsart som beskrevs av Mezger 1928. Laothoe flavomaculata ingår i släktet Laothoe och familjen svärmare. Inga underarter finns listade i Catalogue of Life.